# (37031) 2000 UD8
2000 UD8 (asteroide n.º 37031) es un asteroide del cinturón principal. Posee una excentricidad de 0.12556190 y una inclinación orbital de 1.35293º.
Este asteroide fue descubierto el 24 de octubre de 2000 por LINEAR en Socorro.